# Shantel Twiggs
Shantel Twiggs (* 1972) ist eine ehemalige US-amerikanische Sprinterin.
Beim Leichtathletik-Weltcup 1994 in London kam sie mit dem US-team auf den fünften Platz in der 4-mal-100-Meter-Staffel.
1995 wurde sie bei den Panamerikanischen Spielen in Mar del Plata Siebte über 100 m und siegte mit der US-amerikanischen 4-mal-100-Meter-Stafette.
Ihre persönliche Bestzeit über 100 m von 11,49 s stellte sie 1994 auf.
2004 ist sie Leichtathletiktrainerin an der University of Nevada, Reno.